# Украинка (Северный район)
Украинка — бывшая деревня в Северном районе Новосибирской области России. Решением райисполкома № 186 от 19.08.1977 года деревня исключена из учётных данных.

## География
Располагалась на левом берегу реки Ича, в месте впадения ручья Горемычка.

## История
Основана в 1909 г. переселенцами с Украины. Первую ночь переселенцы ночевали на берегу реки под открытым небом. Всю ночь шел сильный дождь, все промокли, так и мыкали горе всю ночь. Отсюда и название поселения «Горемычка». В 1920 году открылась школа. Усадьбы были большие, площадью до 1 га, избы рубили хорошие и крепкие. Название деревни Горемычка не устраивала мужиков, унижало их достоинство. Тогда и решили переименовать деревню в 1927 году на Покров, отсюда и название — Ново-Покровка. В 1931 году организован колхоз «Украинец» и одновременно деревню Ново-Покровку переименовали в Украинку. В 1928 г. поселок Ново-Покровский состоял из 42 хозяйств. В составе Ичинского сельсовета Биазинского района Барабинского округа Сибирского края.

## Население
По переписи 1926 г. в поселке проживало 268 человек (137 мужчин и 131 женщина), основное население — украинцы.